# Republika Niepodległej Gujany
Republika Niepodległej Gujany (fr. République de la Guyane indépendante) – krótko istniejące państwo w Ameryce Południowej w latach 1886–1891. Nigdy nieuznane na arenie międzynarodowej. Nazywane także od swojej stolicy Republiką Counani.

## Pierwsza Republika (1886-1887)
Republika została utworzona na terenie Amazonii, na obszarze spornym pomiędzy Francją (Gujana Francuska) a Cesarstwem Brazylii. Tereny te nie miały do końca jednoznacznej przynależności państwowej od pokoju utrechckiego (1713). Państwo zostało założone przez francuskich osadników oraz zbiegłych niewolników na obszarze dzisiejszego stanu Amapá i istniało krótko w latach 1886–1887. Przewodniczącym republiki został francuski dziennikarz, podsekretarz rozwoju gospodarczego w Gujanie Francuskiej Jules Gros (1809–1891). Podejrzewał on występowanie na obszarze złóż złota. Stolicę ustanowiono w małej nadmorskiej wiosce Counani pomiędzy ujściami rzek Oyapock i Rio Araguari. Obejmowało obszar około 35 000 km². Po szybkiej interwencji rządu francuskiego republika została zlikwidowana w 1887 roku.

## Druga Republika (1887–1891)

Flaga Drugiej Republiki (1887-1891).

Niedługo po likwidacji republiki Jules Gros postanowił założyć państwo ponownie, przyjął także nową flagę. Jednak mimo usilnych działań w Paryżu nie udało mu się wymóc uznania niepodległości przez Francję. Zmarł w 1891 roku, nadal twierdząc, że jest prezydentem niepodległego państwa. Ostatecznie w 1900 roku między Francją a Brazylią dzięki arbitrażowi rządu Konfederacji Szwajcarskiej doszło do podziału spornego terytorium Republiki Counani (90% obszaru przypadło Brazylii).

## Wolne Państwo Counani (1904–1912)

Flaga Wolnego Państwa Counani (1904-1912).

W 1904 roku Francuz Adolphe Brezet ogłosił siebie jako prezydenta Wolnego Państwa Counami (Président de l’État libre de Counani) i ustanowił republikę. Nowo powstałe państwo posiadało własną flagę, konstytucję oraz emitowało własne znaczki pocztowe. Dzięki udziałowi założyciela w wojnach burskich nawiązało stosunki dyplomatyczne z Burami. Nie zostało nigdy uznane przez Francję i Brazylię i istniało nieformalnie do 1912 roku.